# Минамата (фильм)
«Минамата», или «Великий», (англ. Minamata) — американская кинодрама 2020 года режиссёра Эндрю Левитаса, сценарий основан на одноимённой книге Эйлин Миоко Смит и Юджина Смита. В фильме снялся Джонни Депп (который также является продюсером) в роли Смита, американского фотографа, который задокументировал последствия отравления ртутью жителей Минаматы, Кумамото, Япония.
Премьера фильма состоялась на Берлинском международном кинофестивале 21 февраля 2020 года. Поначалу фильм получил неоднозначные отзывы критиков, но в основном положительные, но после выпуска в мировой прокат, отзывы сменились на восторженные.

## Сюжет
Фильм основан на реальных событиях. Середина XX века. Военный фотограф У. Юджин Смит — уже пожилой специалист, теряющий работу в издательстве журнала «Life». У него проблемы с алкоголем, долгами, пятеро детей с ним не разговаривают. Смит пытается вернуть себе работу в издательстве, встречаясь с руководителем и провоцируя его колкими высказываниями, но всё тщетно. Издатель не даёт ему работы, отдавая предпочтения сиюминутным рекламным текстам и снимкам.
Юджин живёт в квартирке, на двери которой висит бумажка «Не беспокоить до второго пришествия». И вот как-то раз в эту дверь стучатся молодые люди, прилетевшие специально к нему из Японии. Они просят Смита поехать с ними в страну, поскольку он талантливый фотограф, и никто кроме него не сможет привлечь должного внимания к проблеме, происходящей в их деревнях около бухты Минамата. Выясняется, что в Японии существует промышленная компания «Chisso», десятилетиями сбрасывающая в бухту отходы, содержащие соединения ртути. Длительное употребление бедными слоями населения рыбы из бухты привели к сложным заболеваниям, а ещё позднее — к серьёзным порокам развития, получившим название Болезнь Минаматы — под воздействием метилированной ртути рождаются неспособные обслуживать себя дети с выгнутыми и сросшимися пальцами на слабых конечностях, дефектами зрения и отсутствием речи. Смит соглашается помочь, ему удаётся уговорить издателя на сенсационный материал и выбить себе командировку. Он едет в Японию, где уже раньше бывал, по дороге его преследуют воспоминания.
По прибытии в Японию он быстро становится своим в общине, помогает мальчику с болезнью Минамата освоить фотодело. Юджин начинает накапливать фотоматериал для журнала: снимает митинги жителей возле предприятия Chisso, в компании с двумя представителями общины под предлогом визита к пациенту проникает в заводскую больницу, где лежат больные этой же болезнью. В больнице ему удается собрать ценный материал, однако охрана обнаруживает фотографов и включает сирену. Убегая от погони, заговорщики проникают в лабораторное отделение и находят там ценные отчёты, которые тоже забирают с собой.
Руководство Chisso во время одного из митингов затаскивает Смита на свою территорию. Хозяин пытается убедить фотографа, что производство безопасно и что он сам пьёт эту воду, но Юджин непоколебим. Тогда хозяин предлагает ему взятку в 50 тысяч долларов в обмен на уничтожение фотоматериала. Заодно выясняется, что руководство фабрики навело весьма подробные справки о Смите: оно знает о его финансовой ситуации, проблемах с детьми и вообще в целом про стиль его жизни. Предлагаемой суммы бы хватило на покрытие всех долгов и поддержку детей, однако Смит грубо отказывается от конверта.
После этого ночью кто-то сжигает домик, ставший для Смита фотолабораторией на время нахождения в Японии. Тем не менее, отснятые плёнки были спасены мальчиком, которому Смит помог изучить фотодело.
Во время нахождения в Японии у Смита начинается роман с женщиной, сопровождавшей его и устроившей ему кров.
Смит высылает снимки, журнал выходит огромным тиражом. Руководство Chisso узнаёт об этом и говорит между собой: «Придётся платить, найдём возможность». Однако в конце фильма в титрах зрителю поясняют, что ни правительство, ни руководство Chisso так и не исполнили взятых на себя обязательств.

## В ролях
- Джонни Депп — Юджин Смит
- Акико Ивасэ — Масако Мацумура
- Кэтрин Дженкинс — Милли
- Билл Найи — Роберт Хейс
- Минами Хинасэ — Эйлин
- Таданобу Асано — Тацуо Мацумура
- Рё Касэ — Киёси
- Хироюки Санада — Мицуо Ямадзаки
- Дзюн Кунимура — Дзюнъити Нодзима
- Лили Робинсон — Диандра

## Производство
23 октября 2018 года было объявлено, что Джонни Депп сыграет в драматическом фильме в роли фотожурналиста Юджина Смита и что сценаристом и режиссёром фильма будет Эндрю Левитас.
Съемки начались в январе 2019 года, в состав актёров вошли Билл Найи, Минами Хинасэ, Хироюки Санада, Таданобу Асано, Рё Касэ и Дзюн Кунимура. Съёмки проходили в Японии, Сербии и Черногории.

## Релиз
Мировая премьера фильма состоялась на Берлинском международном кинофестивале 21 февраля 2020 года.
Российская премьера состоялась 22 апреля 2021 года.

## Отзывы и оценки
Согласно агрегатору рецензий Rotten Tomatoes, фильм имеет рейтинг одобрения 78 %, со средним рейтингом 6,5 / 10. Зрители остались в восторге от игры Деппа, для многих этот фильм ознаменован долгожданным возвращением Джонни Деппа. Консенсус критиков веб-сайта гласит: «Душевный, но запутанный, „Минамата“ отдаёт неоднозначную дань поразительной истории из реальной жизни, лучше отражённой документальной обработкой». На Metacritic фильм имеет средневзвешенную оценку 55 из 100, что указывает на «смешанные или средние отзывы».
Российские интернет-издания о кинематографе поставили фильму различные оценки. Так, Сергей Оболонков, «Kino.mail.ru» считает, что «Кино, способное понравиться широкой аудитории и даже, пожалуй, произвести на нее умиротворяющее воздействие», а Владислав Шуравин, «Film.ru» полагает, что «Творческое сумасшествие Деппа, как и сумасшествие Юджина Смита, никуда не делось, однако смех сквозь слёзы больше не спасает».